# باكاري فوفانا
باكاري فوفانا (بالفرنسية: Bakari Fofana)‏ هو لاعب كرة قدم مالي في مركز الهجوم، ولد في 20 ديسمبر 1962 في باماكو في مالي. لعب مع نادي نيور.